# Kręcichłosty
Kręcichłosty (czasami błędnie: Kręcichwosty) – przysiółek wsi Ujsoły w Polsce, położony w województwie śląskim, w powiecie żywieckim, w gminie Ujsoły.
W latach 1975–1998 przysiółek administracyjnie należał do województwa bielskiego.
Pola i zabudowania Kręcichłostów znajdują się na północno-wschodnich stokach Kiczory w grzbiecie Redykalnego Wierchu. Sąsiaduje z przysiółkiem Herdula, znajdującym się jeszcze wyżej na tym grzbiecie.